# Tratado sobre as Relações entre a URSS e a RDA
O Tratado sobre as Relações entre a URSS e a RDA foi um tratado entre a União Soviética e a República Democrática Alemã, comumente conhecida como Alemanha Oriental, assinado em 20 de setembro de 1955. O tratado tornou-se a base jurídica para o Grupo das Forças Soviéticas na Alemanha, e seu sucessor, o Grupo de Forças Ocidental para manter a sua presença na Alemanha após o fim da ocupação soviética.

## História
Após o Instrumento de Rendição Alemão de 8 de maio de 1945, que encerrou formalmente a Segunda Guerra Mundial na Europa, a Alemanha foi dividida em quatro zonas de ocupação. As zonas francesa, americana e britânica acabariam por se fundir para se tornarem a República Federal da Alemanha, ou Alemanha Ocidental, enquanto a zona soviética, devido à Guerra Fria que se seguiu, acabaria por se tornar a República Democrática Alemã, ou Alemanha Oriental. O Exército Vermelho manteve uma força significativa no seu território de ocupação durante os quatro anos que se seguiram ao fim da guerra, principalmente como um baluarte contra os exércitos do Ocidente estacionados na Europa Ocidental, que se tornaram cada vez mais hostis entre si à medida que a Guerra Fria aumentava.
Em 7 de outubro de 1949, a República Democrática Alemã foi oficialmente estabelecida. A União Soviética, percebendo que uma guerra contra a OTAN provavelmente seria travada na Europa Central, e particularmente na Alemanha, compreendeu que precisaria de continuar a manter uma grande presença na Alemanha Oriental.
Em 9 de maio de 1955, quatro meses antes da assinatura do tratado, a Alemanha Ocidental aderiu à OTAN. Isto foi visto como um movimento em grande parte hostil contra a União Soviética e, consequentemente, a União Soviética fundou a sua própria organização de defesa, o Pacto de Varsóvia, juntamente com a Alemanha Oriental, Bulgária, Tchecoslováquia, Hungria, Polônia, Romênia e Albânia, em 14 de maio de 1955, em antecipação à Alemanha Ocidental remilitarizada, afirmando que "uma Alemanha Ocidental remilitarizada e a integração desta última no bloco do Atlântico Norte [...] aumentam o perigo de outra guerra e constituem uma ameaça à segurança nacional dos estados pacíficos; [...] em nestas circunstâncias, os Estados europeus pacíficos devem tomar as medidas necessárias para salvaguardar a sua segurança".

## O tratado
O tratado foi oficialmente assinado e promulgado em 20 de setembro de 1955. Entre suas estipulações estava um acordo de que "as tropas soviéticas temporariamente estacionadas na RDA, com o consentimento de seu governo, não interferem nos assuntos internos e na vida social e política do país". Também foi declarado que a RDA deveria continuar a exercer proteção e controle de suas fronteiras, mas até que um novo acordo fosse alcançado, o Comando do Exército Soviético na Alemanha deveria "controlar o movimento de pessoal e cargas americanos, franceses e britânicos entrando e saindo de Berlim Ocidental. Esta disposição pode ter sido adicionada caso a União Soviética quisesse tentar forçar os Aliados Ocidentais a retirarem-se de Berlim Ocidental, cortando as ferrovias e estradas que conduziam à Alemanha Oriental, como tentaram, e não conseguiram fazer em 1948-49 durante a Ponte Aérea de Berlim, em resposta à emissão de uma nova moeda pelos Aliados Ocidentais no seu sector, desestabilizando ainda mais a economia da Alemanha Oriental.
Diz-se que Nikita Khrushchev, o primeiro secretário do Partido Comunista da União Soviética de 1953 a 1964, observou a famosa frase: "Berlim é os testículos do Ocidente. Quando quero fazer o Ocidente gritar, aperto Berlim!".

## Consequências
No final da década de 1980, a União Soviética e os Estados do Pacto de Varsóvia começaram a fragmentar-se. Ocorreu uma série de protestos na Alemanha Oriental conhecidos como Revolução Pacífica e, como resultado, em 18 de março de 1990, ocorreram as primeiras eleições livres na Alemanha Oriental. O governo recém-formado iniciou uma série de negociações com a Alemanha Ocidental, resultando em última análise na reunificação.
O Exército Soviético manteria vários graus de tropas na Alemanha Oriental e no território da antiga RDA até a dissolução da União Soviética em 1991, quando a sua sucessora, a Federação Russa, assumiria o controle. As forças na Alemanha foram renomeadas como Grupo de Forças Ocidental em 1989 e suspenderam todas as manobras e exercícios militares em 1993, devido à redução das tensões com o Ocidente após o período da Perestroika na década de 1980 e, finalmente, a Queda da União Soviética e o pacto de Varsóvia, e o estabelecimento de uma forma de governo mais liberal. Todas as tropas russas deixariam a Alemanha em 1994, naquele que foi considerado o maior movimento pacífico de tropas da história.